# Joseph Addai
Joseph Kwahu Duah Addai (Houston, 3 maggio 1983) è un ex giocatore di football americano statunitense che ha militato nel ruolo di running back nella National Football League per gli Indianapolis Colts e i New England Patriots..

## Biografia
Dopo avere giocato a football al college a LSU dove vinse il campionato NCAA nel 2003, Addai fu scelto nel corso del primo giro (30º assoluto) del Draft NFL 2006 dagli Indianapolis Colts. Nella sua prima stagione guidò tutti i rookie con 1.081 yard corse. A fine anno vinse il Super Bowl XLI contro i Chicago Bears in cui stabilì il record dell'evento di ricezioni per un running back, dieci. Nella sua seconda stagione corse 1.072 yard e un primato in carriera di 12 touchdown, venendo convocato per il suo unico Pro Bowl. Divenuto free agent dopo la stagione 2011, firmò con i New England Patriots, con cui passò la pre-stagione 2012, prima di ritirarsi.

## Palmarès

### Franchigia
- Super Bowl : 1

Indianapolis Colts: XLI
- American Football Conference Championship: 2

Indianapolis Colts: 2006, 2009

### Individuale
- Convocazioni al Pro Bowl: 1

2007

## Statistiche
Stagione regolare
| Anno   | Squadra            | P  | PT | Ten   | Yard  | Media | TD |
| 2006   | Indianapolis Colts | 16 | 0  | 226   | 1.081 | 4,8   | 7  |
| 2007   | Indianapolis Colts | 15 | 15 | 261   | 1.072 | 4,1   | 12 |
| 2008   | Indianapolis Colts | 12 | 12 | 155   | 544   | 3,5   | 5  |
| 2009   | Indianapolis Colts | 15 | 15 | 219   | 828   | 3,8   | 10 |
| 2010   | Indianapolis Colts | 8  | 7  | 116   | 495   | 4,3   | 4  |
| 2011   | Indianapolis Colts | 12 | 11 | 118   | 433   | 3,7   | 1  |
| Totale |                    | 78 | 60 | 1.095 | 4.453 | 4,1   | 39 |